# Romildo Etcheverry
Romildo Jorge Etcheverry (Asunción, 15 dicembre 1906 – 1967) è stato un calciatore paraguaiano, di ruolo centrocampista.

## Carriera
Partecipò con il Paraguay al Mondiale di calcio del 1930, in cui giocò una partita. Nel 1934 vinse il campionato argentino con il Boca Juniors.

## Palmarès

### Club

#### Competizioni nazionali
- Campionato argentino: 1

Boca Juniors: 1934